# Marek Piechowicz
Marek Piechowicz (ur. 20 kwietnia 1988 w Sosnowcu) – polski koszykarz, grający na pozycji niskiego skrzydłowego, obecnie zawodnik Polonii Bytom.
Wychowanek Zagłębia Sosnowiec. W 2005 przyjechał do Włocławka na mistrzostwa Polski juniorów. Podpisał po nich kontrakt z Anwilem Włocławek. Przez kolejne dwa lata zbierał doświadczenie z zespołem juniorów starszych Anwilu. W tym czasie wywalczył złoty i srebrny medal mistrzostw Polski.
W sezonie 2011/12 podpisał kontrakt z KKS Siarką Jezioro Tarnobrzeg. Następnie występował w polskich klubach: MKS Dąbrowa Górnicza, Kotwica Kołobrzeg i Zagłębie Sosnowiec. W latach 2015–2017 zawodnik klubu TS GKS Tychy.
14 sierpnia 2017 został zawodnikiem GTK Gliwice.
15 lipca 2019 dołączył po raz kolejny w karierze do MKS-u Dąbrowy Górniczej. 18 lipca 2020 zawarł kolejną mowę z klubem.
Reprezentował Polskę we wszystkich grupach wiekowych (U16, U18, U20).

## Osiągnięcia
Stan na 13 kwietnia 2023, na podstawie, o ile nie zaznaczono inaczej.
Indywidualne
- MVP grupy C II ligi polskiej (2022)[6]
- Zaliczony do:
  - I składu:
    - I ligi (2011)[7]
    - grupy C II ligi (2022)[6]
    - meczu gwiazd I ligi (2011)[8]
- II składu I ligi (2015)[9]
- Uczestnik:
  - meczu gwiazd:
    - I ligi (2010, 2011)[8][10]
    - U–21 polskiej ligi (2006)[11]

  - konkursu wsadów I ligi (2010)[10]

Reprezentacja
- Uczestnik mistrzostw Europy:
  - U–20 dywizji B (2007 – 5. miejsce)
  - U–18 (2005 – 15. miejsce)
  - U–16 (2004 – 14. miejsce)